# Хіронорі Оцука
Хіронорі Оцука (яп. 大塚 博紀, 1 червня 1892 — 29 січня 1982) — японський майстер бойових мистецтв, засновник стилю карате Вадо-рю (яп. 和道流), одного з чотирьох основних стилів карате в Японії. Він був першим Великим Майстром (Соке) Вадо-рю та отримав високі державні нагороди за внесок у розвиток бойових мистецтв.

## Біографія

### Ранні роки та навчання
Хіронорі Оцука народився 1 червня 1892 року в місті Сімодате, префектура Ібаракі, Японія. З раннього віку він захоплювався бойовими мистецтвами, почавши тренування з дзюдзюцу у віці 5 років під керівництвом свого прадіда, самурая Токудзіро Оцуки. У 13 років він став учнем Татсусабуро Накаями в школі Шіндо Йошін-рю дзюдзюцу.
У 1911 році, навчаючись на факультеті бізнес-адміністрування в Університеті Васеда в Токіо, Оцука продовжував вивчати різні школи дзюдзюцу. Після смерті батька він залишив навчання та почав працювати клерком у банку Kawasaki. Попри бажання стати повноцінним інструктором бойових мистецтв, він не реалізував це прагнення через повагу до волі матері.

### Знайомство з карате
У липні 1922 року Оцука відвідав демонстрацію бойового мистецтва Тоде, яку проводив окінавський вчитель Гічін Фунакосі. Цей виступ справив на нього глибоке враження, і він почав вивчати карате під керівництвом Фунакосі. Згодом Оцука також тренувався з іншими відомими майстрами, такими як Кенва Мабуні (засновник Шіто-рю) та Тьокі Мотобу.

## Заснування Вадо-рю
1 квітня 1934 року Оцука відкрив власну школу карате в Токіо під назвою "Dai Nippon Karate Shinko Kai". Він поєднав техніки Шотокан карате з принципами Шіндо Йошін-рю дзюдзюцу, створивши унікальний стиль, який пізніше отримав назву Вадо-рю (що означає "Шлях гармонії"). У 1940 році цей стиль був офіційно зареєстрований у Бутокукай у Кіото поряд з іншими основними стилями карате.
Вадо-рю відрізняється акцентом на ухиленні, перенаправленні сили супротивника та використанні його енергії проти нього. Цей стиль поєднує удари, кидки та техніки контролю, запозичені з дзюдзюцу, з традиційними карате-техніками.

## Поширення Вадо-рю та пізні роки
Після Другої світової війни, коли практика бойових мистецтв у Японії була тимчасово заборонена, Оцука продовжував розвивати Вадо-рю. У 1964 році троє його учнів — Тацуо Судзукі, Тору Аракава та Хадзіме Такасіма — здійснили турне Європою та США, демонструючи техніки Вадо-рю, що сприяло міжнародному визнанню стилю.
29 квітня 1966 року Імператор Хірохіто нагородив Оцуку Орденом Вранішнього Сонця п'ятого класу за його внесок у розвиток карате. У 1972 році Міжнародна федерація бойових мистецтв Японії присвоїла йому титул "Шодай Карате-до Мейджін Дзюдан" (перший майстер карате 10-го дана), що стало першим таким визнанням для практикуючого карате.
Оцука продовжував викладати та керувати розвитком Вадо-рю до своєї смерті 29 січня 1982 року. Після його смерті його син, Дзиро Оцука, став другим Великим Майстром Вадо-рю, взявши ім'я Хіронорі Оцука II.

## Спадщина
Хіронорі Оцука залишив глибокий слід у світі бойових мистецтв. Його стиль Вадо-рю став одним з основних напрямків карате, відомим своєю ефективністю та філософією гармонії. Його учні, такі як Масару Шинтані та Тацуо Судзукі, продовжили поширювати Вадо-рю по всьому світу, зберігаючи вчення свого майстра.